# Tetraetilsvinec
Tetraetilsvinec (Pb(C2H5)4) je brezbarvna, vnetljiva, zelo strupena tekočina, ki se je uporabljala kot sredstvo za osvinčevanje bencina. Zaradi osnaževanja okolja osvinčenega bencina ne uporabljamo več v široki potrošnji, je pa še v uporabi pri specialnih aplikacijah.